# Chimarra manni
Chimarra manni là một loài Trichoptera trong họ Philopotamidae. Chúng phân bố ở miền Australasia.